# Henry Bauchau
Henry Bauchau (Malinas, Bélgica; 22 de enero de 1913-París, Francia; 21 de septiembre de 2012) fue un ensayista,  novelista, dramaturgo, poeta y psicoanalista belga.

## Premios
En 1985 recibió de la comunidad francesa de Bélgica el Premio Quinquenal de Literatura por el conjunto de su obra y el premio de la Real Académica Belga en 1990.
En 2002, el XIII Premio Internacional Unión Latina de las Literaturas Romanas.

## Obras

### Novelas
- La Déchirure (Gallimard, 1966 ; Labor, 1986 ; Actes Sud, 2003)
- Le Régiment noir (Gallimard, 1972 ; Les Éperonniers, 1987) – Prix d'honneur 1972 (Paris) ; prix Franz-Hellens (Bruxelles)
- Œdipe sur la route (Actes Sud, 1990 ; Babel, número 54) – Prix triennal du roman
- Diotime et les Lions (Actes Sud, 1991 ; Babel, número 279)
- Antigone (Actes Sud, 1997 ; Babel, número 362) – prix Victor-Rossel
- L'Enfant bleu (Actes Sud, 2004)
- Le Boulevard périphérique (Actes Sud, 2008) – prix du Livre Inter 2008
- Déluge (Actes Sud, 2010)
- L'Enfant rieur (Actes Sud, 2011 ; Babel, número 1084)
- Temps du rêve (Actes Sud, 2012)
- L'Enfant rieur II. Chemin sous la neige (Actes Sud, 2013)

### Diarios
- Jour après jour 1983-1989 (Les Eperonniers, 1992)
- Journal d'Antigone 1989-1997 (Actes Sud, 1999)
- Passage de la Bonne-Graine 1997-2001 (Actes Sud, 2002)
- La Grande Muraille: Journal de La Déchirure 1960-1965 (Actes Sud, col. Babel, 2005)
- Le Présent d'incertitude 2002-2005 (Actes Sud, 2007)
- Les Années difficiles. Journal 1972-1983 (Actes Sud, 2009)
- Dialogue avec les montagnes. Journal du Régiment noir 1968-1971 (Actes Sud, 2011)
- Pierre et Blanche. Souvenirs et documents sur Blanche Reverchon et Pierre Jean Jouve (Actes Sud, 2012)
- Dernier journal (2006-2012) (Actes Sud, 2015)
- Conversation avec le torrent (1954-1959) (Actes Sud, 2018)

### Entrevistas
- Un arbre de mots, entrevista con Indira De Bie,[1] 2008, 64 p.

### Poesía
- Géologie (Gallimard, 1958 ; Prix Max-Jacob)
- L'Escalier bleu (Gallimard, 1964)
- La Pierre sans chagrin (L'Aire, 1966)
- La Dogana (Castella, 1967), photographies de Henriette Grindat
- Célébration (L'Aire, 1972)
- La Chine intérieure (Seghers, 1975 ; Actes Sud, coll. Le souffle de l'esprit, 2003)
- La Sourde Oreille ou le Rêve de Freud (L'Aire, 1981)
- Poésie 1950-1986 (Actes Sud, 1986). Prix quinquennal de Littérature 1985 (Belgique) ; prix Foulon de Vaulx 1987.
- Heureux les déliants, poèmes 1950-1995[2] (Labor, Espace Nord, 1995)
- Exercice du matin (Actes Sud, 1999)
- Nous ne sommes pas séparés (Actes Sud, 2006)
- Poésie complète (Actes Sud, 2009)
- Tentatives de louange (Actes Sud, 2011)

### Novelas cortas
- L'Enfant de Salamine, dans La Revue générale, marzo de 1991, p. 81-92;
- Les Vallées du bonheur profond, Babel, 1999.
- En noir et blanc, illustrations de Lionel D., París, les éditions du Chemin de fer, 2005.

### Ensayos
- Essai sur la vie de Mao Zedong, junto a Laure Bauchau (Flammarion, 1982)
- L'Écriture et la circonstance (Presses universitaires de Louvain, 1988)
- L'Écriture à l'écoute (Actes Sud, 2000)

### Teatro
- Gengis Khan (Henry-Louis Mermod, 1960 ; Actes Sud-Papiers, 1989)
- La Machination ou La Reine en amont (L'Aire, 1969)
- Prométhée enchaîné d'Eschyle, adaptation théâtrale (Cahiers du Rideau, 1998)
- Théâtre complet (Actes Sud-Papiers)

### Obras traducidas al español
- "El niño Azul" 1ª edición, Henry Bauchau, editorial Del Estante, Buenos Aires, 2006.
- El niño Azul. Editorial Pre-Textos. 2008.
- El bulevar periférico. Editorial Pre-Textos. 2012.